# Lucene
Apache Lucene es una API de código abierto para recuperación de información, originalmente implementada en Java por Doug Cutting. Está apoyado por el Apache Software Foundation y se distribuye bajo la Apache Software License. Lucene tiene versiones para otros lenguajes incluyendo Delphi, Perl, C#, C++, Python, Ruby y PHP.
Es útil para cualquier aplicación que requiera indexado y búsqueda a texto completo. Lucene ha sido ampliamente usado por su utilidad en la implementación de motores de búsquedas. Por ello, a veces se confunde Lucene con un motor de búsquedas con funciones de "crawling" y análisis de documentos en HTML incorporadas.
En el centro de la arquitectura lógica de Lucene se encuentra el concepto de Documento (Document) que contiene Campos (Fields) de texto. Esta flexibilidad permite a Lucene ser independiente del formato del fichero. Textos que se encuentran en PDF, páginas HTML, documentos de Microsoft Word, así como muchos otros pueden ser indexados mientras que se pueda extraer información de ellos.
Nutch es un software que, sobre la base aportada por Lucene, integra todo lo que hace falta para completar un motor de búsqueda de páginas web.

## Versiones
Lucene tiene o se encuentran en desarrollo de versiones para varios lenguajes de programación además de Java:
- Lucene4c - C
- CLucene - C++
- MUTIS - Delphi
- NLucene - .NET
- Lucene.Net - .NET
- Plucene - Perl
- PyLucene - Python
- Ferret Archivado el 11 de abril de 2008 en Wayback Machine. y RubyLucene - Ruby
- Zend Framework (búsquedas) - PHP
- Nutch - Java (Buscador web)
- Montezuma - Lisp